# Roella latiloba
Roella latiloba är en klockväxtart som beskrevs av A.Dc. Roella latiloba ingår i släktet Roella och familjen klockväxter. Inga underarter finns listade i Catalogue of Life.